# Smerinthus jamaicensis
Sphinx hai chấm (Smerinthus jamaicensis) là một loài bướm đêm thuộc họ Sphingidae. Nó phân bố rộng rãi khắp Bắc Mỹ ngoại trừ nửa phía nam của tây California. Nó phân bố phía bắc đến tận Yukon.
Sải cánh dài 1 3/4 - 3 1/4 inch (4.5 - 8.3 cm).

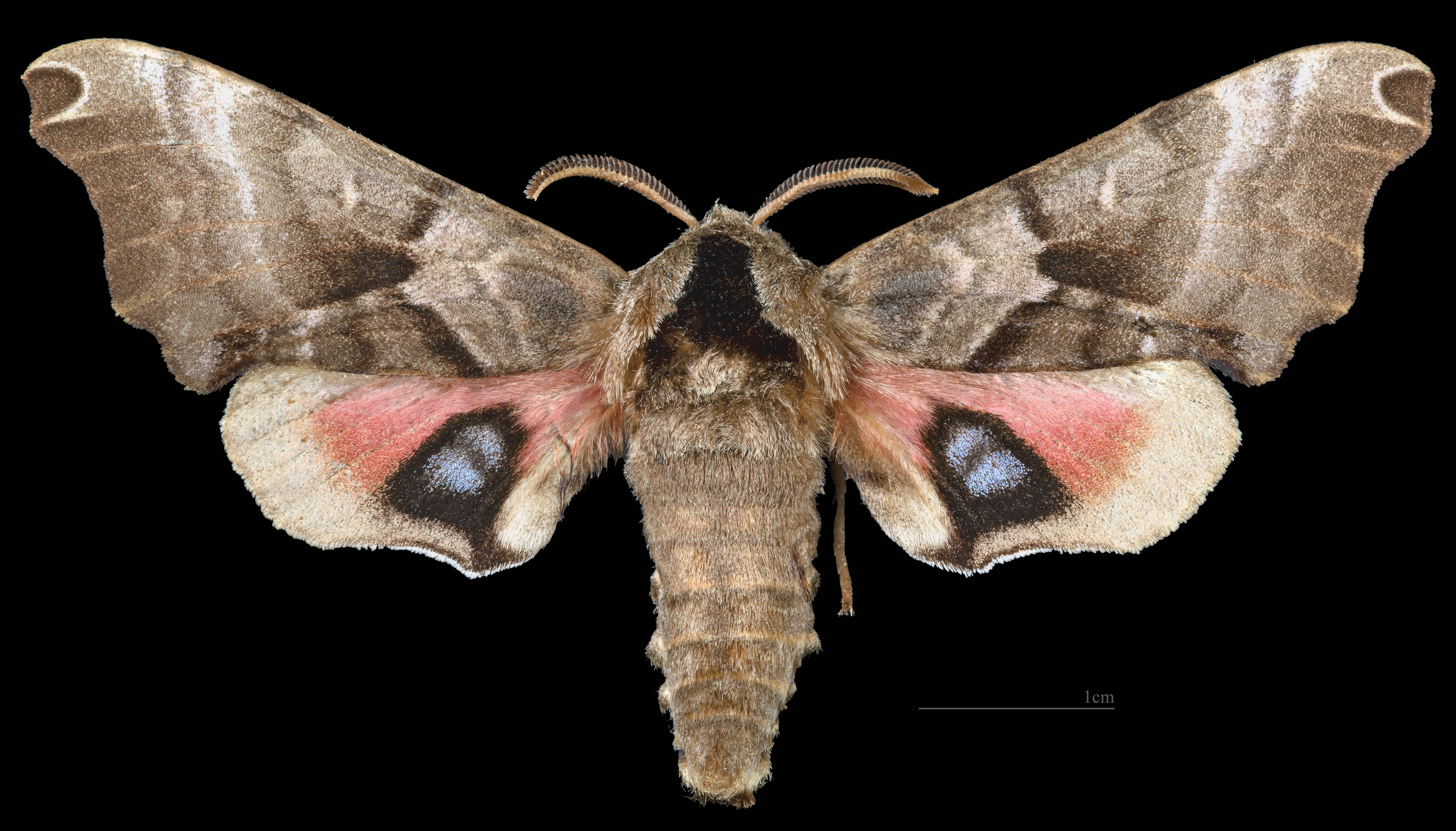
Smerinthus jamaicensis ♂
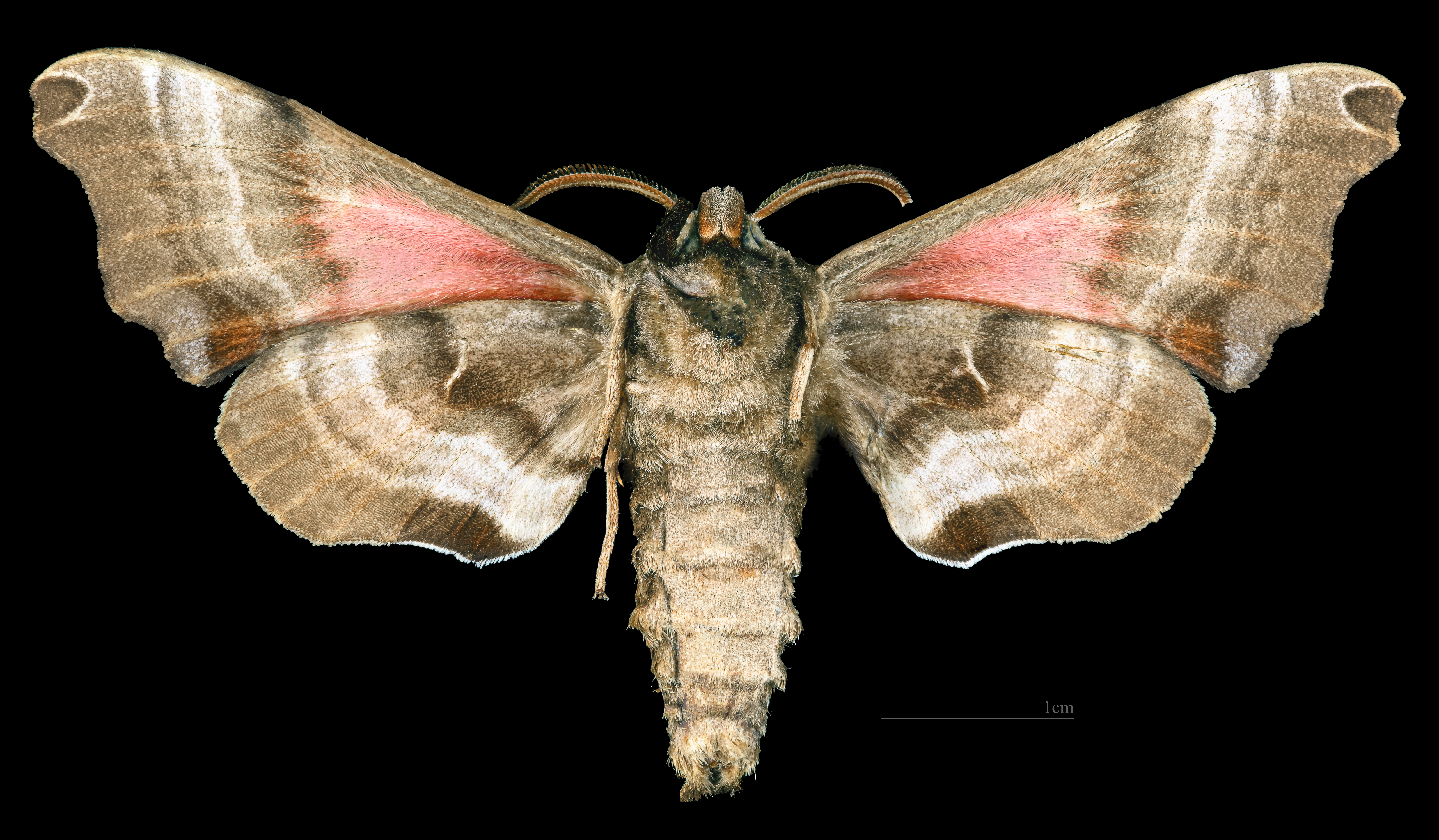
Smerinthus jamaicensis ♂  △
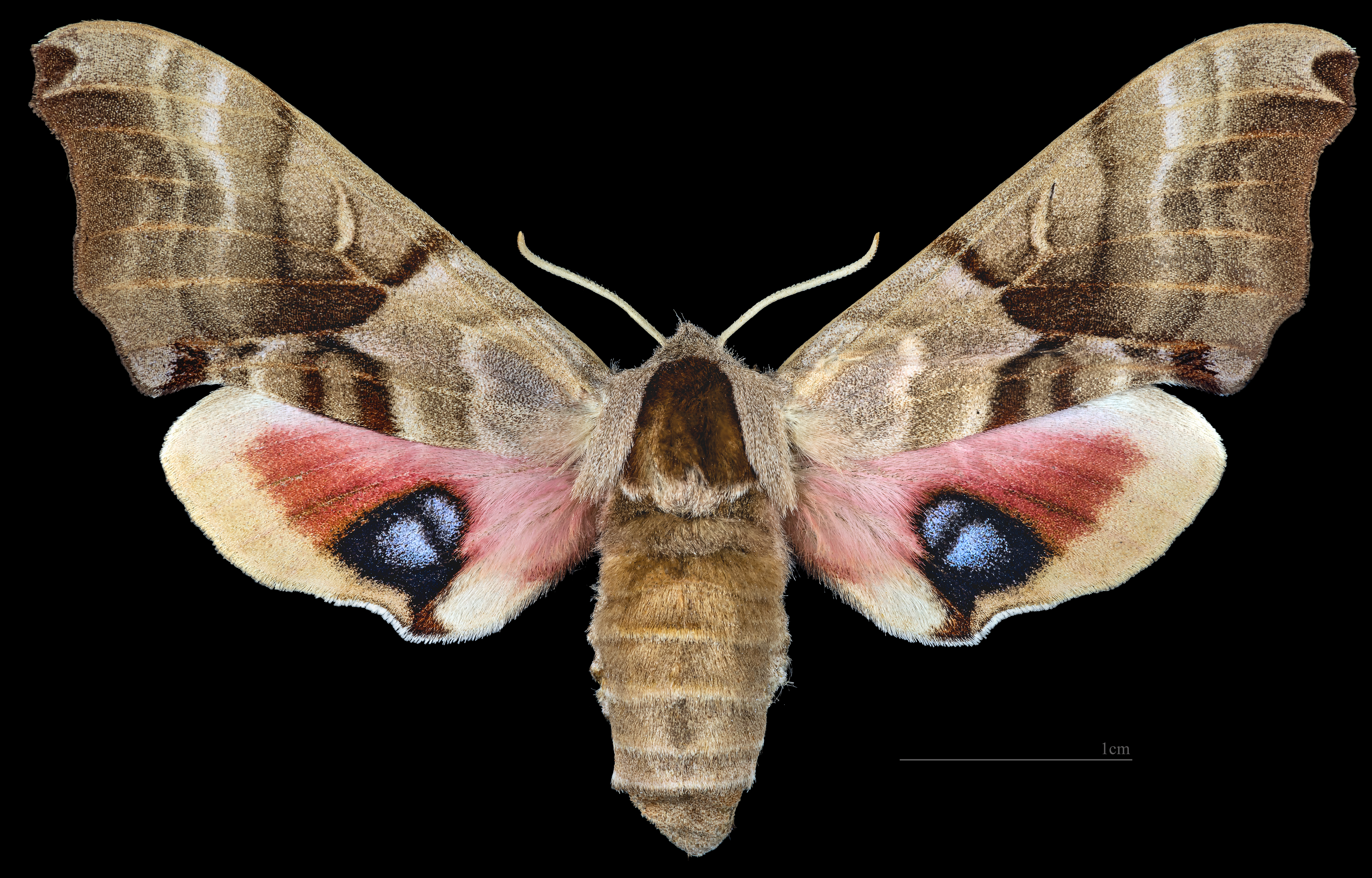
Smerinthus jamaicensis ♀ △
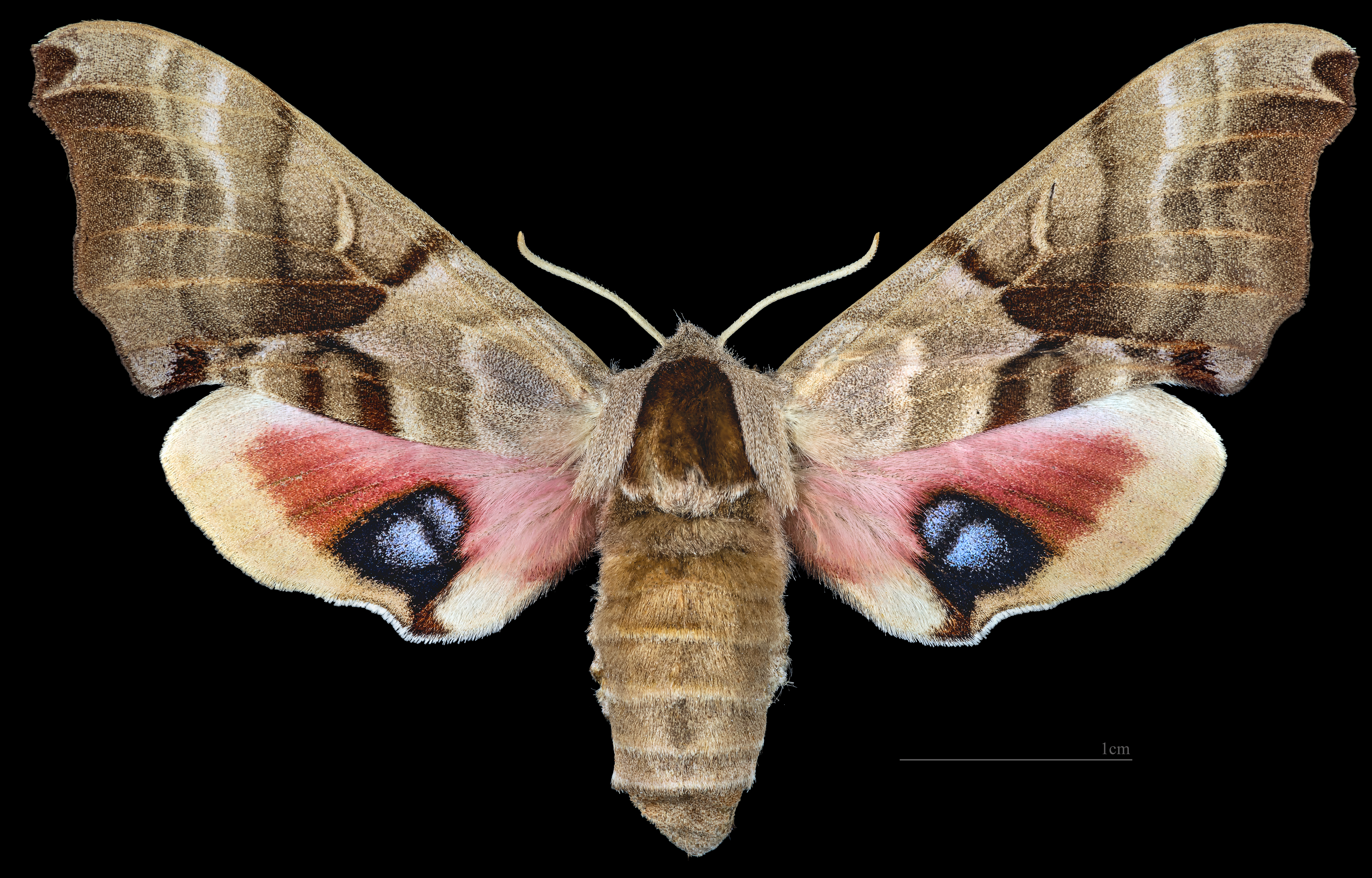
Smerinthus jamaicensis ♀

Ấu trùng ăn Apple (Malus sylvestris), Prunus species (such as plums và peach), Ash (Fraxinus), Elm (Ulmus), Poplar (Populus), Birch (Betula) and Willow (Salix).

## Hình ảnh

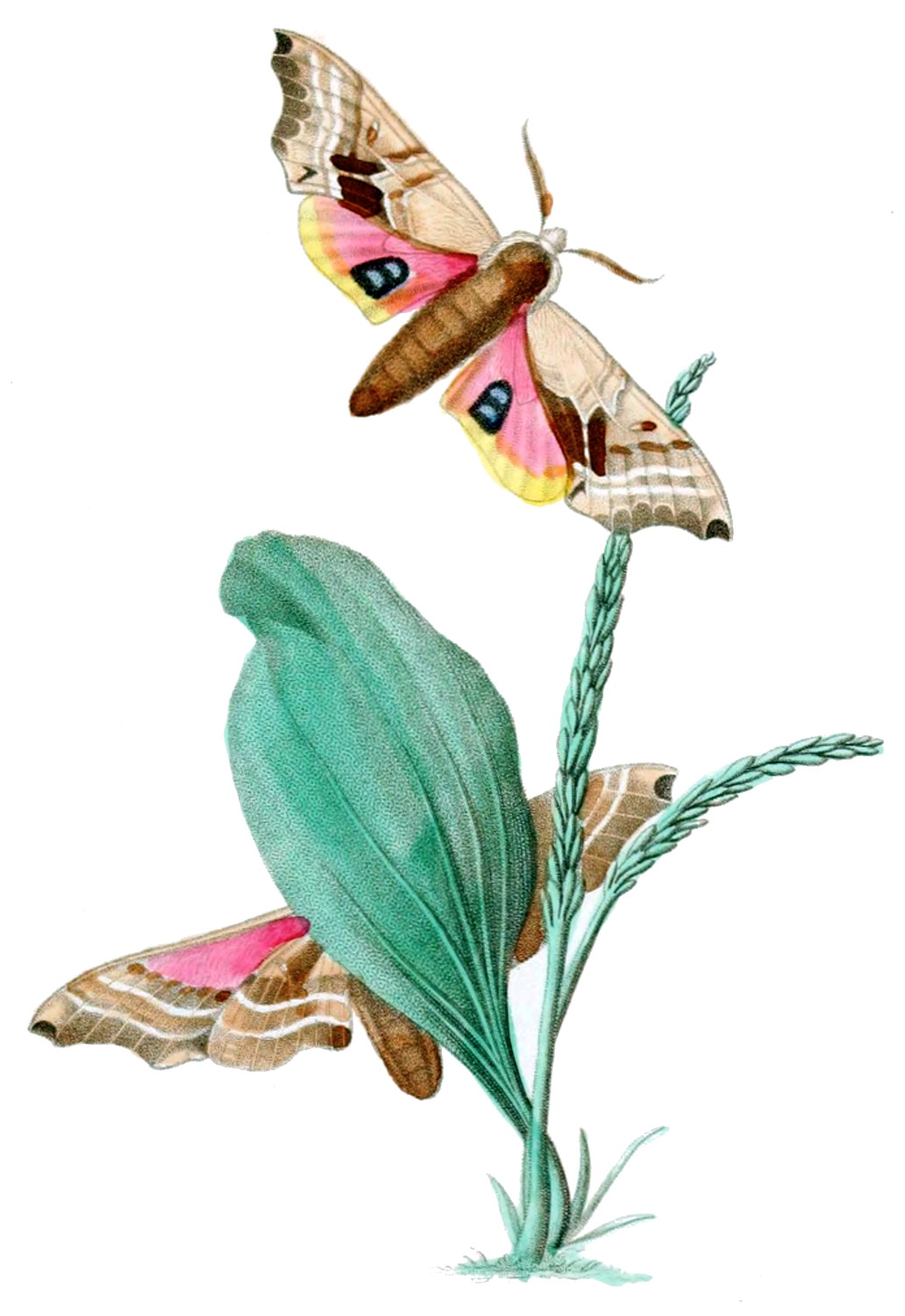

- Tập tin:Tập